# Myosotis maritima
Myosotis maritima — вид трав'янистих рослин з родини шорстколисті (Boraginaceae), ендемік Азорських островів. Ресурс «The Plant List» наводить цей вид як синонім Myosotis azorica H.C.Watson.

## Опис
Однорічна або дворічна трав'яниста рослина висотою до 20(50) см, дуже розгалужена; стебла густо волохаті. Листки чергуються, прості, м'ясисті, густо волохаті. Квіти мають 5 блідо-блакитних або білих пелюсток, з типовою конфігурацією квітів для роду незабудка.

## Поширення
Ендемік Азорських островів (о. Корву, Піку, Фаял, Терсейра).